# 학지광
《학지광(學之光)》은 1914년 일제 시대에 일본 도쿄에서 결성한 〈조선유학생학우회〉의 기관지이자 문예지로, 1930년까지 어언 16년 남짓 동안 논문·기행·수필·한시·시문학·극작·소설 등을 비롯한, 시대적인 종합 문예 기관지이자 학술 및 예술 잡지로써 자리매김했다.
근현대적으로도 한국의 학술계와 사상계에 모두 크게 이바지한, 광범위한 장르의 종합 문예기관지로써, 한국 근대 학술 및 문예 분야에 상당히 공헌하였으며, 특히 신문학 사조의 도입과 창작에 큰 영향을 끼쳤다. 1914년 4월 2일자로 창간되어 1930년 4월 통권 29호로 종간되었으며, 연 2~4회 발행되었다. 제1호와 2호는 B5판으로 출간되었다가 제3호부터 28호까지 A5판, 제29호는 갱신호로 출간되었으며 일본 당국에 의해 일부 간행 호가 출판 금지가 되기도 하였다. 초기 발행인은 김병로, 최팔용 등이었으며, 창간 초기에는 송진우, 신익희 등이 중심 역할을 하였다.
《학지광》은 논문, 기행, 수필, 한시를 비롯한 시와 극문학, 소설과 가사 등 다양한 내용을 다루었다. 필자로 현상윤, 장덕수, 나혜석, 최승구(崔承九), 최두선, 정노식, 안확, 김찬영(金瓚永), 송진우, 이광수, 김억, 신석우, 전영택, 이병도, 김도태, 진학문, 김명식, 서춘, 이인, 최팔용, 최학송(崔鶴松), 김준연, 김동인, 박석윤, 주요한, 홍영후(洪永厚), 변영로, 신태악, 김석송(金石松), 변희용, 민태원, 이성해(李星海), 정인섭, 김윤경, 이헌구 등이 있었다.